# East Lothian
A Área de Conselho (ou Council Area) de East Lothian (em gaélico escocês, Lodainn an Ear), é uma das 32 novas subdivisões administrativas da Escócia, criada em 1996. Faz fronteira com Scottish Borders  a sul, Midlothian a sudoeste, Edimburgo a leste sendo banhada pelo Firth of Forth ao norte. Sua sede/capital administrativa é a cidade de Haddington, embora sua maior cidade seja Musselburgh.

## Formação
A Council Area foi criada em 1996, sob uma lei do governo local escocês de 1994, nos limites do abolido distrito de East Lothian dentro da também abolida região de Lothian.
Já o antigo distrito de East Lothian foi criado em 1975, sob uma lei do governo local escocês de 1973, e consistia do condado de East Lothian mais as áreas do burgh de Musselburgh e de Inveresk, ambos pertencentes antes ao Condado de Midlothian.
Antes da formação do distrito de East Lothian, em parte de sua área existia o condado de East Lothian que fazia fronteira com o condado de Midlothian ao oeste e com o condado de Berwick ao sul. O condado era chamado de Haddingtonshire até 1921. Nessa época, mudanças nas áreas fizeram vários vilarejos nos arredores de Edimburgo, por exemplo Whitecraig, passarem para a administração de East Lothian. 

## Imprensa local
East Lothian tem dois jornais, o East Lothian Courier e o East Lothian News. 
O East Lothian Courier, mais vendido, nasceu em 1859 com o nome de Haddingtonshire Courier e mudou seu nome com a mudança do nome do condado em 1921. A firma de D.J. Croal, com sede em Haddington, era dona do jornal até que este foi adquirido pelo Dunfermline Press Group em 2004. 
Já o East Lothian News, surgiu em 1972 como parte do grupo Scottish County Press, com seu escritório editorial em Dalkeith e gráfica em Bonnyrigg, ambos em Midlothian. A Scottish County Press foi adquirida por uma mídia regional independente em 2000 que foi por sua vez comprada por Johnston Press em 2002.

## Cidades e aldeias
| - Aberlady - Athelstaneford - Auldhame - Ballencrieff - Bolton - Cockenzie - Dirleton - Dunbar - Drem - East Fortune - East Linton - East Saltoun - Elphinstone - Fenton Barns | - Garvald - Gifford - Glenkinchie - Gullane - Haddington - Humbie - Innerwick - Kingston - Longniddry - Luffness - Macmerry - Musselburgh - North Berwick - Ormiston | - Pencaitland - Port Seton - Prestonpans - Stenton - Scoughall - Tranent - Wallyford - West Barns - West Saltoun - Whitecraig - Whitekirk and Tyninghame - Whittingehame |

## Lugares de interesse
- Aberlady Bay
- Bass Rock
- Castelo de Dirleton
- Catelo Hailes
- Monumento de Hopetoun
- Praia de Seacliff
- Castelo de Tantallon
- Forte de Chesters Hill
- Usina nuclear de Torness

## Pessoas notáveis de East Lothian
- Alexandre II, Rei da Escócia
- John Knox, lider da reforma protestante na Escócia
- Arthur Balfour, Primeiro-ministro do Reino Unido, 1902-1905
- John Bellany, pintor
- Rhona Cameron, comediamte e ativista